# Izgrev, Șumen
Izgrev (în bulgară Изгрев) este un sat în comuna Veneț, regiunea Șumen,  Bulgaria. 

## Demografie
Componența etnică a satului Izgrev
     Turci (57,34%)
     Bulgari (1,65%)
     Romi (23,93%)
     Nicio identificare (17,06%)
La recensământul din 2011, populația satului Izgrev era de 844 locuitori. Din punct de vedere etnic, majoritatea locuitorilor (57,34%) erau turci, existând și minorități de romi (23,93%) și bulgari (1,65%). Pentru 17,06% din locuitori nu este cunoscută apartenența etnică.